# Oxid zlatitý
Oxid zlatitý (Au2O3) je nejstabilnějším z oxidů zlata, které v něm má oxidační číslo III. Je to červeno-hnědá tuhá látka. Je tepelně nestabilní, rozkládá se při 155 °C. Hydratovaná forma je mírně kyselá a rozpouští se v roztocích silných zásad, které pravděpodobně obsahují ion [Au(OH)4]−.
Bezvodý Au2O3 může být připraven zahříváním hydratovaného Au2O3 v kyselině chloristé a chloristanem alkalického kovu při 250 °C a tlaku 30 MPa.